# 1913 en chimie
Cet article présente les faits marquants de l'année 1913 en chimie.

## Évènements

Schématisation des orbites circulaires dans le modèle de Bohr.

- Le physicien britannique Henry Moseley, travaillant sur l'idée de Van den Broek, introduit le concept de numéro atomique pour corriger des inconsistances dans le tableau périodique proposé par Mendeleïev, qui était lui basé sur la masse atomique des éléments,.
- Joseph John Thomson démontre que des particules subatomiques chargées peuvent être séparées par leur rapport masse/charge, ce qui est connu sous le nom de spectrométrie de masse.
- Découverte de la première molécule de Rydberg.
- Les chimistes Kasimir Fajans et Otto H. Göhring identifient l'élément chimique protactinium, qu'ils baptisent « brévium ».
- Protactinium 234 découvert par Fajans et Göhring.
- La réaction de Sommelet est découverte par Marcel Sommelet,, est une réaction de chimie organique  au cours de laquelle un halogénure de benzyle est converti en aldéhyde par l'action d'hexamine et d'eau,.
- 1er juin : les biochimistes américains Elmer McCollum et Marguerite Davis de l'université du Wisconsin publient leur découverte de la vitamine A dans un article intitulé The Necessity of Certain Lipids in the Diet during Growth publié dans le Journal of Biological Chemistry. Thomas Osborne et Lafayette Mendel, de l'Université Yale découvrent indépendamment la vitamine A.
- Juillet : le physicien danois Niels Bohr présente dans un article intitulé « On the constitution of atoms and molecules » publié dans le Philosophical Magazine le modèle de Bohr, un modèle de la structure atomique utilisant la mécanique quantique et où les électrons ne peuvent se trouver que sur certaines orbitales bien définies,,.
- 9 septembre : ouverture de l'usine BASF à Oppau. Carl Bosch et ses collaborateurs complètent l'industrialisation du procédé Haber de production d'ammoniac (également appelé procédé Haber-Bosch), ce qui amènera une révolution dans l'industrie chimique et aura d'importantes conséquences en agriculture,.
- 4 décembre : dans un article publié dans Nature,Frederick Soddy propose le concept d'isotopes, que des éléments ayant les mêmes propriétés chimiques pouvaient avoir des masses différentes,,.

## Publication
- Jean Perrin : Les Atomes[20].
- Paul Sabatier : La Catalyse en chimie organique[21].
- Victor Grignard, « Les composés organomagnésiens mixtes et leurs principales applications », Revue scientifique, vol. 51, no 15,‎ 12 avril 1913, p. 449-456 (lire en ligne)

## Prix
- Prix Nobel de chimie : Alfred Werner pour ses travaux sur les liaisons des atomes dans les molécules, grâce auxquels il a porté un éclairage nouveau sur des études antérieures et ouvert de nouveaux domaines de recherche tout particulièrement en chimie minérale[22],[23].
- Médaille Davy : Raphael Meldola sur la base de ses travaux en chimie[24],[25].

## Naissances
- 18 mai : Vincent Dole (mort en 2006), biochimiste américain.
- 27 août : Martin Kamen (mort en 2002), chimiste américain.
- 4 septembre : Stanford Moore (mort en 1982), biochimiste américain, prix Nobel de chimie en 1972.
- 27 octobre : Otto Wichterle (mort en 1998), chimiste et inventeur tchèque.
- 5 novembre : Samuel Ruben (mort en 1943), chimiste américain.

## Décès
- 27 avril :  Auguste Verneuil (né en 1856), chimiste français.
- 3 septembre : Louis Henry (né en 1834), chimiste organicien belge.
- 2 décembre : Charles Lauth (né en 1836), chimiste français.